# Merrill (Familienname)
Merrill ist ein englischer Familienname.

## Herkunft und Bedeutung
Zu Herkunft und Bedeutung siehe bei Merle.

## Namensträger
- Alan Merrill (1951–2020), US-amerikanischer Sänger, Gitarrist und Songschreiber
- Bob Merrill (Jazzmusiker, 1918) (Robert Alphonso Merrell; * 1918), US-amerikanischer Jazzmusiker (Trompete, Gesang)
- Bob Merrill (Songwriter) (1921–1998), US-amerikanischer Songwriter
- Bob Merrill (Jazzmusiker, 1958) (* 1958), US-amerikanischer Jazzmusiker (Trompete, Piano, Gesang) und Musikproduzent
- Brandon Merrill, US-amerikanische Rodeoreiterin und Schauspielerin
- Charles E. Merrill (1885–1956), US-amerikanischer Börsenmakler und Bankier
- Christine Merrill (* 1987), sri-lankische Hürdenläuferin
- D. Bailey Merrill (1912–1993), US-amerikanischer Politiker
- Dina Merrill (1923–2017), US-amerikanische Schauspielerin und Unternehmerin
- Elmer Drew Merrill (1876–1956), US-amerikanischer Botaniker
- Elmer Truesdell Merrill (1860–1936), US-amerikanischer Klassischer Philologe
- Farrand F. Merrill (1814–1859), US-amerikanischer Politiker und Anwalt
- Frank Merrill (Schauspieler) (1893–1966), US-amerikanischer Sportler und Schauspieler
- Frank Merrill (1903–1955), US-amerikanischer Armeeoffizier
- Frederick Merrill (1861–1916), US-amerikanischer Geologe
- Gary Merrill (1915–1990), US-amerikanischer Schauspieler
- George Merrill (1867–1928), englischer Schwulenaktivist
- Gretchen Merrill (1925–1965), US-amerikanische Eiskunstläuferin
- Helen Merrill (Theateragentin) (1918–1997), US-amerikanisch-deutsche Theateragentin
- Helen Merrill (* 1929), US-amerikanische Jazz-Sängerin
- Helen Abbot Merrill (1864–1949), US-amerikanische Mathematikerin und Hochschullehrerin
- Hugh D. Merrill (1877–1954), US-amerikanischer Politiker
- J. Charles Merrill (1937–2006), US-amerikanischer Bischof der Evangelisch-methodistischen Kirche
- James Merrill (1926–1995), US-amerikanischer Schriftsteller
- Jan Merrill (* 1956), US-amerikanische Mittel- und Langstreckenläuferin
- Jean Merrill (1923–2012), US-amerikanische Kinderbuch-Autorin
- John P. Merrill (1917–1984), US-amerikanischer Mediziner
- Jon Merrill (* 1992), US-amerikanischer Eishockeyspieler
- Kieth Merrill (* 1940), US-amerikanischer Drehbuchautor, Regisseur und Produzent
- Laura Merrill, US-amerikanische Bischöfin der Evangelisch-methodistischen Kirche
- Leland Merrill (1920–2009), US-amerikanischer Ringer
- Orsamus Cook Merrill (1775–1865), US-amerikanischer Politiker
- Paul Willard Merrill (1887–1961), US-amerikanischer Astronom
- Peter C. Merrill (* 1930), US-amerikanischer Linguist, Germanist sowie Kultur-, Literatur- und Kunsthistoriker
- Richard B. Merrill (1949–2008), US-amerikanischer Erfinder, Ingenieur und Fotograf
- Robbie Merrill (* 1963), US-amerikanischer Bassist
- Robert Merrill (1917–2004), US-amerikanischer Opernsänger
- Robin Merrill (* 1953), britischer Sänger und Moderator
- Samuel Merrill (1822–1899), US-amerikanischer Politiker
- Steve Merrill (1946–2020), US-amerikanischer Politiker
- Theodor Merrill (1891–1978), deutscher Architekt jüdischer Konfession
- Thomas Merrill (* 1986), US-amerikanischer Autorennfahrer
- Timothy Merrill (1781–1836), US-amerikanischer Politiker und Anwalt
- Winifred Edgerton Merrill (1862–1951), US-amerikanische Pädagogin und Mathematikerin